# إيميت أشفورد
إيميت أشفورد (بالإنجليزية: Emmett Littleton Ashford)‏ هو حكم كرة قاعدة ‏ أمريكي، ولد في 23 نوفمبر 1914 في لوس أنجلوس في الولايات المتحدة، وتوفي في 1 مارس 1980 في Marina Del Rey Hospital ‏ في الولايات المتحدة بسبب نوبة قلبية.

## وصلات خارجية
- إيميت أشفورد على موقع جمعية أبحاث البيسبول الأمريكية (الإنجليزية)
- إيميت أشفورد على موقع إن إن دي بي (الإنجليزية)